# Burg Rainding
Die Burg Rainding ist eine abgegangene mittelalterliche Niederungsburg vom Typus einer Turmhügelburg (Motte) auf flachem Wiesengelände in Rainding, einem Ortsteil der Gemeinde Haarbach im Landkreis Passau in Bayern. Sie wird grob als Mittelalter datiert, Funde von der Befestigung sind nicht bekannt. Als erster bekannter Burgherr gilt ein Alher von Roumtingen, er wird um das Jahr 1125 in einer Urkunde des Klosters Vornbach genannt. Von der größtenteils verebneten Anlage haben sich nur geringe Reste des einstigen Wassergrabens erhalten. Die Stelle ist als Bodendenkmal Nummer D-2-7445-0026 „Weitgehend verebneter Wasserburgstall des Mittelalters ("Rainding")“ geschützt.

## Beschreibung
Die Burgstelle der Wasserburg befindet sich unmittelbar nördlich der katholischen Pfarrkirche St. Michael in Rainding auf flachen Wiesengelände, das nach Norden nur sehr schwach in das Tal der Wolfach abfällt. Heute ist von dem Burgstall auf 360 m ü. NN Höhe nur noch der stark verflachte Turmhügel und eine umlaufende Bodensenke des einstigen Wassergrabens erhalten. In seinem Ostteil war die Senke früher noch als Teich ausgeprägt.